# Guillotine-Klausel
Unter einer Guillotine-Klausel, die ihren Namen vom gleichnamigen Fallbeil hat, versteht man eine Klausel, die die Annahme eines Vertragspakets davon abhängig macht, dass alle Verträge angenommen werden. Wird nur einer der Verträge von einer Partei nicht angenommen oder später gekündigt, so gelten alle Verträge als nicht angenommen oder gekündigt.
Die Guillotine-Klausel kommt zur Anwendung, wenn verhindert werden soll, dass eine Partei sich lediglich „die Rosinen aus dem Kuchen pickt“, das heißt, dass sie lediglich die für sie überwiegend vorteilhaften Verträge eingeht oder beibehält, während es für die andere Partei wesentlich ist, dass das Paket als Gesamtpaket in Kraft tritt.

## Beispiel: Bilaterale Verträge Schweiz–EU
Beispiele für die Guillotine-Klausel finden sich im bilateralen Verhältnis der Europäischen Union zur Schweiz. Ein Grund für die Anwendung dieser Klausel liegt nicht zuletzt darin, dass die im Vergleich zur Schweiz schwerfälligeren Entscheidungsprozesse der Europäischen Union es dieser erschweren würden, ihrerseits mit der Kündigung der anderen Verträge zu reagieren, sollte die Schweiz einen oder mehrere Verträge kündigen.
Ein konkretes Beispiel:

„Die in Absatz 1 aufgeführten sieben Abkommen treten sechs Monate nach Erhalt der Notifikation über die Nichtverlängerung gemäss Absatz 2 oder über die Kündigung gemäss Absatz 3 ausser Kraft.“